# Maksimilijan Matjaž
Maksimilijan Matjaž (Črna na Koroškem, 23 agosto 1963) è un vescovo cattolico sloveno, dal 5 marzo 2021 vescovo di Celje.

## Biografia
Maksimilijan Matjaž è nato a Črna na Koroškem il 23 agosto 1963.

### Formazione e ministero sacerdotale
Ha frequentato la scuola elementare a Mežica e poi la scuola commerciale a Slovenj Gradec. Dal 1983 al 1988 ha studiato filosofia e teologia cattolica presso la Facoltà di teologia dell'Università di Lubiana.
Il 29 giugno 1989 è stato ordinato presbitero per la diocesi di Maribor. Dal 1989 al 1991 è stato vicario parrocchiale a Zreče e poi è stato inviato a Roma per studi. Nel 1995 ha conseguito la teologia in studi biblici presso il Pontificio Istituto Biblico. Nel 1998 ha ottenuto il dottorato in teologia biblica con la tesi Furcht und Gotteserfahrung: die Bedeutung des Furchtmotivs für die Christologie des Markus (Timore ed esperienza di Dio: l'importanza del motivo della paura per la cristologia di Marco) e sotto la supervisione del gesuita Klemens Stock.
Tornato in patria è entrato in servizio presso l'Università di Lubiana. È stato assistente alla ricerca dal 1998 al 2000. Tra il 2000 e il 2001 ha frequentato un corso di archeologia biblica presso lo Studium Biblicum Franciscanum di Gerusalemme. Successivamente è stato professore assistente nel Dipartimento di Bibbia ed ebraismo dal 2001 al 2011, professore associato di studi biblici ed ebraismo dal 2011 e pro-decano dal 2012 al 2014.
Oltre al suo lavoro accademico, ha prestato servizio pastorale come assistente spirituale nelle parrocchie di Dravograd dal 1998 al 2010 e Zreče dal 2010 al 2012, presso l'unità pastorale di Slovenj Gradec dal 2012 al 2013 e nella parrocchia di Šentilj dal 2013 al 2020.
Nella sua diocesi è stato anche membro del consiglio presbiterale dal 2006 e membro del collegio dei consultori dal 2011.

### Ministero episcopale
Il 5 marzo 2021 papa Francesco lo ha nominato vescovo di Celje. Ha ricevuto l'ordinazione episcopale il 30 maggio successivo nella chiesa dei Ermagora e Fortunato a Gornji Grad dall'arcivescovo Jean-Marie Antoine Joseph Speich, nunzio apostolico in Slovenia e delegato apostolico in Kosovo, co-consacranti l'arcivescovo metropolita di Smirne Martin Kmetec e il vescovo emerito di Celje Stanislav Lipovšek. Durante la stessa celebrazione ha preso possesso della diocesi.
È membro della Studiorum Novi Testamenti Societas.

## Genealogia episcopale
La genealogia episcopale è:
- Cardinale Scipione Rebiba
- Cardinale Giulio Antonio Santori
- Cardinale Girolamo Bernerio, O.P.
- Arcivescovo Galeazzo Sanvitale
- Cardinale Ludovico Ludovisi
- Cardinale Luigi Caetani
- Cardinale Ulderico Carpegna
- Cardinale Paluzzo Paluzzi Altieri degli Albertoni
- Papa Benedetto XIII
- Papa Benedetto XIV
- Papa Clemente XIII
- Cardinale Bernardino Giraud
- Cardinale Alessandro Mattei
- Cardinale Pietro Francesco Galleffi
- Cardinale Giacomo Filippo Fransoni
- Cardinale Carlo Sacconi
- Cardinale Edward Henry Howard
- Cardinale Mariano Rampolla del Tindaro
- Cardinale Antonio Vico
- Arcivescovo Filippo Cortesi
- Arcivescovo Zenobio Lorenzo Guilland
- Vescovo Anunciado Serafini
- Cardinale Antonio Quarracino
- Papa Francesco
- Arcivescovo Jean-Marie Antoine Joseph Speich
- Vescovo Maksimilijan Matjaž